# Neoparatinia iwatensis
Neoparatinia iwatensis är en tvåvingeart som beskrevs av Shinji 1939. Neoparatinia iwatensis ingår i släktet Neoparatinia och familjen svampmyggor. Inga underarter finns listade i Catalogue of Life.